# 戸次重幸
戸次 重幸（とつぎ しげゆき、1973年〈昭和48年〉11月7日 - ）は、日本の俳優、タレント、声優、ナレーター、映画監督、作家、演出家、脚本家、著作家、ディレクター、歌手、ラジオパーソナリティ。
愛称は、シゲ。本名および旧芸名は、佐藤 重幸（さとう しげゆき）。所属事務所はCREATIVE OFFICE CUE、業務提携先はアミューズ。演劇ユニット・TEAM NACSのメンバー（2代目サブリーダー〈前任〉を務めた）。
北海道札幌市西区（現：手稲区）出身。北海学園大学在学中に札幌で芸能活動を開始。音楽ユニット・FAN TANの元メンバー。妻は女優の市川由衣。

## 経歴
北海道札幌市西区（1989年に分区して手稲区）で生まれ育つ。母方の家系が大分県の戸次氏であり、芸名の戸次もそれに由来する（本名は佐藤。詳細は後述）。札幌市立手稲鉄北小学校、札幌市立手稲西中学校、北海道札幌手稲高等学校を卒業。大学受験に失敗して、手稲高校卒業後の大学浪人時代に、テレビで放送されていたブルーリボン賞授賞式にて、イッセー尾形の一人芝居『タクシーを待つ人』に魅せられ、受験をやめて役者になることを決意。その日のうちに親に宣言するも、「泣いて止められた」（本人談）ため大学へ進学した。1993年4月、北海学園大学に入学（工学部卒業）。演劇研究会に入り、舞台活動を始める。そこで森崎博之・安田顕・大泉洋・音尾琢真と出会い、1996年に1回限りのユニットとして「TEAM-NACS」を結成。大学卒業後は東京に出て劇団の研究生として役者を続けるつもりだったが、留年中の1997年にTEAM-NACSが再結成されどんどん大きくなってしまった。「東京からオファーを受ける」という森崎の夢に感化され、ローカルタレントをしながらTEAM-NACSのメンバーとして活動を続ける道を選ぶ。
1994年から2002年にかけて、大泉・音尾・森崎らも所属していた稲田博主宰の劇団イナダ組に在籍。1997年から2005年まで、情報番組『どさんこワイド』（札幌テレビ放送）のリポーターを務めたほか、深夜バラエティ番組『天然者』（北海道放送）に出演した。一方、『ドラバラ鈴井の巣』（北海道テレビ）に準レギュラーで出演するまでは、TEAM-NACSのメンバーと共演する機会が少なく、『水曜どうでしょう』（北海道テレビ）は本編以外の部分的な出演に留まり、『いばらのもり』（北海道テレビ）には、TEAM NACSのメンバーで唯一出演していない。2000年に音尾とともに、当時の所属事務所から移籍する形でCREATIVE OFFICE CUEに加入し、タレント活動も並行して行う。
2004年5月にTEAM-NACSの第10回公演として行われた舞台「LOOSER〜失い続けてしまうアルバム〜」のサンシャイン劇場での東京公演で主演を演じ、東京に初進出。2004年12月には、大手芸能事務所であるアミューズと業務提携を行い、その後は、道内の仕事はCREATIVE OFFICE CUE、道外の仕事はアミューズが手掛けている。2005年の『1リットルの涙』にて、全国ネットの連続ドラマに初出演。以降は、東京キー局制作の連続ドラマや、映画にも出演するなど、東京での仕事を中心に活動している。
また、2004年には、『おにぎりあたためますか』の企画内で、大泉洋とのユニット『FAN TAN』でザ・ミュージックカウンシルより「起きないあいつ」を発売し、オリコンランキング最高7位を記録。また、台湾デビューも果たした。
2006年12月に癌で母親が死去。亡き母への思いを込め、2008年1月1日より、本名の「佐藤重幸」から、母親の旧姓を取った名で「戸次重幸」に芸名を改名し、活動している。母親の旧姓「戸次」は、本来「べっき」と読むが（戸次氏も参照）、事務所から「読めない」と言われたため、覚えやすい「とつぎ」と読ませている。
2014年には、小説「ONE」を発売し、これを元にした一人芝居「ONE」も行った。
亡母の誕生日にあたる、2015年9月8日に、2014年のドラマ『おわこんTV』（NHK BSプレミアム）での共演をきっかけとなり、1年2か月間、交際をしていた女優の市川由衣と結婚。これによりTEAM NACSのメンバー全員が既婚者となった。
2016年4月7日に妻・市川が第1子を妊娠していることを発表、同年9月26日に第1子となる男児が誕生したことを公表した。
2020年9月10日に妻・市川が第2子男児誕生を報告した。

## 人物
- テレビ番組などで見せる数々のエピソードから「ミスター残念」の異名を持つ[33]。
  - 朝が極端に弱く、大遅刻をしてしまうことが度々あった[34][注釈 5]。『おにぎりあたためますか』（北海道テレビ）のロケでは5時間も遅刻したことがある[注釈 6] [注釈 7]。また、事務所のイベントで、遅刻して事務所の社長であった鈴井貴之を待たせてしまい、鈴井に叱られるのが怖く、鼻血を出したことがある[35]。
  - 忘れ物が多く、飛行機に米袋とキャリーケースを忘れかけたり、タクシーにスマホを忘れることなどがあった。また、「カギ、財布、携帯は忘れ物のスター」と話す[36]。
  - 『おにぎりあたためますか』のロケでホテルに宿泊していた時には、前日に酒の飲み過ぎで、服を脱いで寝たために、翌朝、トイレに行こうとすると、オートロックの部屋から鍵を持たずに廊下に全裸で出てしまったことがあった。幸い、他の客がフロントに知らせたことで、部屋へ戻れた。俳優生命の危機だったと話している[37]。
- 大学時代に測量士補の資格を取得している[38]。また、ダイビングのライセンスも所持している[39]。
- ガンダムシリーズやカメラ、模造刀、エアガン、ダーツ、漫画など幅広い分野に造詣が深く、マニア的な側面がある[40]。
- 特技に映画『天空の城ラピュタ』のワンシーンを一人で全て再現する「一人天空の城ラピュタ」があり、テレビ番組でも披露されている[41]。また、パズー役を演じた田中真弓と2人で披露した時には、感動のあまり号泣した[42]。
- 2016年に主演した連続ドラマ『昼のセント酒』（テレビ東京）では毎回、銭湯に入浴するシーンで全裸を披露することから、視聴者から「ケツテロ」と呼ばれた[43]。
- 30代のころ、それまでコンスタントに来ていた仕事が止まったことがあり、マネージャーに「オファーが来ないことは一つの答え」と言われ、仕事や演技に対する姿勢が変わったという[13]。
- TEAM NACSのメンバー内で最後に結婚した。結婚前はその独身貴族っぷりをTEAM NACSのメンバー（主に大泉）や共演者らから弄られていた。結婚を発表した際には、メンバーが所属事務所のブログにて、以下のように遅ればせながらの結婚を祝福した[44]。

- ドラマ『歌のおにいさん』（テレビ朝日）で演じた氷室洋一は子ども番組のメインキャストにもかかわらず子ども嫌いという設定だったが、戸次本人は子どもが大好きである。結婚前には、人の子供を撮って保存していた[49]。妻の市川によると、授乳以外なら子育てを何でもやるという[50]。
- 妻の市川曰く元々は潔癖症のため猫が苦手であったが、愛猫家の彼女の影響で好きになった[51]。
- 2005年に声帯ポリープを切除している[52]。また、2007年と2008年に2度、レーシック手術をしている[53][54]。
- 酒好きで、「年364日は飲んでる」と述べている[55]。結婚後は、外で飲むことは少なくなった[56]。妻・市川との晩酌が楽しみで、愚痴を聞いてもらうのが癒しだという[57]。
- 高校時代は弓道部であった[58]。

## 出演

### テレビドラマ
- ダイエット三姉妹の旅情事件簿 第2作「小樽オタモイ海岸伝説殺人 オルゴールに泣く子宝地蔵の秘密」（1998年3月21日、朝日放送） - ガソリンスタンド店員 役[59]
- 四国R-14（2000年11月29日 - 12月20日、北海道テレビ） - 多数のエキストラ 役[60]
- 月曜ドラマスペシャル「平成オンナ仕置き人」（2000年2月21日、北海道放送）[61][62]
- 月曜ミステリー劇場 「被害者の妻～夫は二度殺された」 （2001年12月10日、北海道放送） - チンピラ 役[63]
- HTBスペシャルドラマ「六月のさくら」（2004年8月28日、北海道テレビ制作・テレビ朝日系列全国ネット）[64]
- 1リットルの涙（2005年10月11日 - 12月20日、フジテレビ） - 西野良三 役[65]
- サプリ（2006年7月10日 - 9月18日、フジテレビ） - 三田圭介 役
- 魁!セレソンDX 第7話・第8話「ヤンキー魂」（2006年10月 - 12月、テレビ大阪） - ジョディの彼 役
- ガリレオ 第7話「予知る」（2007年11月26日、フジテレビ） - 峰村英和 役 ※ここまで佐藤重幸名義。
- 鹿男あをによし 第1話（2008年1月17日、フジテレビ） - 物理学者 役
- 貧乏男子 ボンビーメン スピンオフ「白い貧乏男子」（2008年（本編放送終了後）、第2日本テレビ） - 小茶切満吉 役
- P&Gパンテーンドラマスペシャル「かるた小町」（2008年2月11日、フジテレビ） - 平岡頼道 役
- いぬ会社（2008年3月14日、BSフジ） - 課長 役（声の出演）
- アベレイジ「男子と女子の目の付け所の話」（2008年3月29日、フジテレビ） - B男 役
  - アベレイジ2「関係者の憂鬱」（2008年10月11日）
- 愛馬物語（2008年5月3日、フジテレビ）
- 新・科捜研の女 第8シリーズ 第9話（2008年6月19日、テレビ朝日） - 安堂由紀夫 役
- 連続テレビ小説（NHK総合）
  - 瞳 第17週・第19週（2008年7月21日 - 26日・8月4日 - 9日） - 橋本圭一 役
  - なつぞら（2019年4月1日 - 9月28日） - 山田正治 役[66]
    - なつぞらSP 秋の大収穫祭「十勝男児、愛を叫ぶ!」（2019年11月2日、NHK BSプレミアム）

  - ちむどんどん 第1週・第2週（2022年4月11日 - 22日） - 青柳史彦 役[67]
- ザ・クイズショウ（2008年7月5日 - 9月27日、日本テレビ） - 山之辺健吾 役 ※Episode4（第5・6話）の脚本も担当。
  - ザ・クイズショウ 第2シーズン 第6話 - 最終話（2009年5月23日 - 6月20日）
- 33分探偵（2008年8月2日 - 9月27日、フジテレビ） - 茂木刑事 役
  - 帰ってくるのか!? 33分探偵（2009年3月21日）
  - 帰ってこさせられた33分探偵（2009年3月28日 - 4月18日）
- the波乗りレストラン（2008年11月1日 - 9日、日本テレビ） - 代理店 役
- 歌のおにいさん（2009年1月16日 - 3月13日、テレビ朝日） - 氷室洋一 役
- 妄想姉妹〜文學という名のもとに〜 第1話（2009年1月17日、日本テレビ） - 先生 役
- 子育てプレイ&MORE （2009年7月8日 - 9月30日、毎日放送） - 町田太一 役
- JIN-仁- 第1話・5話（2009年10月11日・11月8日、TBS） - 杉田医師（現代） / 飛脚（幕末） 役
  - JIN-仁- 完結編 最終話（2011年6月26日） - 杉田医師 役
- 853〜刑事・加茂伸之介（2010年1月14日 - 3月11日、テレビ朝日） - 真島航輝 役
- チーム・バチスタ2 ジェネラル・ルージュの凱旋（2010年4月6日 - 6月22日、関西テレビ・フジテレビ） - 長谷川崇 役
  - チーム・バチスタSP2011〜さらばジェネラル!天才救命医は愛する人を救えるか〜（2011年1月2日）- 長谷川崇 役
- 宇宙犬作戦（2010年7月9日 - 12月24日、テレビ東京） - 主演・マルコ・ハヤシ 役
- 警視庁継続捜査班 最終話（2010年9月9日、テレビ朝日） - 千葉竜吾 役
- 祝女 シーズン2 第3回・第8回・第17回（2010年10月14日・11月18日・2011年2月10日、NHK）
- 霊能力者 小田霧響子の嘘 第3話・最終話（2010年10月24日・12月5日、テレビ朝日） - 田町博則 役
- その街の今は（2010年11月21日、関西テレビ） - 鷺沼 役
- LADY〜最後の犯罪プロファイル〜 第8話（2011年2月25日、TBS） - 山岸卓也 役
- ショートピース 「ギター弾きの恋」（2011年3月20日、フジテレビ）
- ドラマW 横山秀夫サスペンス 「仕返し」（2011年4月10日、WOWOW） - 黛 役
- 霧に棲む悪魔（2011年4月11日 - 7月1日、東海テレビ） - 御田園陽一 役
- 桜蘭高校ホスト部 第7話・最終話（2011年9月2日・30日、TBS） - 藤岡涼二（蘭花） 役
- ほんとにあった怖い話 夏の特別編2011「深淵の迷い子」（2011年9月3日、フジテレビ） - 須崎保 役
- バラ色の聖戦 30歳2児の母、モデルになる。 第4話 - 第6話（2011年9月25日 - 10月8日、テレビ朝日） - 黒田洋介 役
- 謎解きはディナーのあとで 第1話（2011年10月18日、フジテレビ） - 田代博之 役
- 明日をあきらめない…がれきの中の新聞社〜河北新報のいちばん長い日〜（2012年3月4日、テレビ東京） - 渡辺龍 役
- 北海道放送開局60周年記念連続ドラマ「スープカレー」（2012年4月13日 - 6月29日、北海道放送 / 4月16日 - 6月25日、TBS） - 主演・三浦雄二 役（TEAM NACSの他のメンバーと共に主演）[68]
- サマーレスキュー〜天空の診療所〜（2012年7月8日 - 9月23日、TBS） - 野村恭介 役
- よく眠れる森のレストラン アナタのココロをおもてなし（2012年8月29日、NHK BSプレミアム） - 主演・サノ 役
- 金曜プレステージ 「ドルチェ」（2012年10月12日、フジテレビ） - 原口昌哉 役
  - 金曜プレステージ 壮絶! 女のミステリー第3弾 「強行犯係・魚住久江〜ドルチェ2」（2013年11月15日）
- 大奥〜誕生［有功・家光篇］ 第2話・第3話（2012年10月19日・26日、TBS） - 角南重郷 役
- 勇者ヨシヒコと悪霊の鍵 第8話（2012年11月30日、テレビ東京） - メンタリスト盗賊 役（友情出演）
- シェアハウスの恋人 第8話（2013年3月6日、日本テレビ） - 沼田 役
- 最終特快（2013年3月21日、NHK総合） - 斉藤明 役
- 確証〜警視庁捜査3課 第7話（2013年5月27日、TBS） - 藤堂隆之 役
- めしばな刑事タチバナ 第9話（2013年6月12日、テレビ東京） - 牧野晴彦 役
- 七つの会議 第2話（2013年7月20日、NHK総合） - 奈倉明 役
- ショムニ2013 第9話・最終話（2013年9月11日・18日、フジテレビ） - 剣崎昴平 役
- 裁判長っ!おなか空きました!（2013年10月6日 - 2014年3月30日、日本テレビ） - 唐木田清人 役
- 事件救命医〜IMATの奇跡〜（2013年10月6日、テレビ朝日） - 青山 役
- 連続ドラマW（WOWOW）
  - LINK（2013年10月6日 - 11月3日） - 江藤実 役
  - 東野圭吾「変身」（2014年7月27日 - 8月24日） - 光国隆康 役
  - 東野圭吾「カッコウの卵は誰のもの」（2016年3月27日 - 5月1日） - 柚木洋輔 役
  - 引き抜き屋〜ヘッドハンターの流儀〜 第1話（2019年11月16日） - 若狭大祐 役
  - 誰かがこの町で（2024年12月8日 - 29日） - 木本俊樹 役[69]
- よろず占い処 陰陽屋へようこそ 第1話（2013年10月9日、フジテレビ） - 里見健介役
- クロコーチ（2013年10月11日 - 12月13日、TBS） - 加賀広樹 役
- 実験刑事トトリ2 第2話（2013年10月19日、NHK総合） - 矢崎稔 役
- コントの劇場 〜The Actors' Comedy〜（2013年10月25日・2014年10月31日、NHK BSプレミアム）
- LOST IN TOKYO（2014年3月31日、NHK総合） - 原口 役[70]
- 「the TEAM NACS perfect show」〜なんでこんな時に〜（2014年6月28日、フジテレビNEXT） - ブラック、重田、潤子 役
- おわこんTV（2014年7月1日 - 8月19日、NHK BSプレミアム） - 高橋準 役
- 同窓生〜人は、三度、恋をする〜（2014年7月10日 - 9月11日、TBS） - 清水潤也 役
- エンドレスアフェア〜終わりなき情事〜（2014年8月23日・30日、LaLa TV） - 主演・立花康介 役
- HERO 第7話（2014年8月25日、フジテレビ） - 梶原洋人 役
- 玉川区役所 OF THE DEAD 第2話（2014年10月10日、テレビ東京） - 刈谷昇 役
- すべてがFになる（2014年10月21日 - 12月23日、フジテレビ） - 鵜飼大介 役
- 土曜ワイド劇場「広域警察5」（2014年10月25日、朝日放送） - 竹中一哉 役
- ダークスーツ（2014年11月22日 - 12月27日、NHK大阪・NHK総合） - 吉田幸四郎 役
- 不便な便利屋 第4話（2015年5月2日、テレビ東京） - バスの運転手 役
  - 不便な便利屋 2016 初雪（2016年12月30日）
- ヤメゴク〜ヤクザやめて頂きます〜 第6話 - 第10話（2015年5月21日 - 6月18日、TBS） - 鷲頭健介 役
- 花咲舞が黙ってない 第2シリーズ 第7話（2015年8月19日、日本テレビ） - 葛西紀夫 役
- 下町ロケット 第4話（2015年11月8日、TBS） - 田村 役
- 臨床犯罪学者 火村英生の推理 第1話（2016年1月17日、日本テレビ） - ニック・ハレルヤ 役
- 女くどき飯 Season2 第1話（2016年1月19日、毎日放送） - 笠間寛貴 役
- ウレロ☆無限大少女 第12話（2016年4月1日、テレビ東京） - 大神マイト 役[71]
- 昼のセント酒（2016年4月9日 - 6月25日、テレビ東京） - 主演・内海孝之 役[72]
- 金曜プレミアム「一年半待て」（2016年4月15日、フジテレビ） - 岡島久男 役
- 死幣-DEATH CASH-（2016年7月13日 - 9月14日、TBS） - 若本猛 役[73]
- メディカルチーム レディ・ダ・ヴィンチの診断（2016年10月11日 - 12月13日、関西テレビ・フジテレビ） - 佐々木進也 役[74]
- 嫌われる勇気（2017年1月12日 - 3月16日、フジテレビ） - 小宮山正明 役
- 日曜ワイド「人類学者・岬久美子の殺人鑑定7」（2017年6月25日、テレビ朝日） - 二階堂達也 役
  - 木曜ミステリースペシャル「人類学者・岬久美子の殺人鑑定8」（2019年6月27日）
- 電影少女 -VIDEO GIRL AI 2018-（2018年1月14日 - 4月1日、テレビ東京） - 弄内洋太 役
  - 電影少女 -VIDEO GIRL MAI 2019-（2019年4月12日 - 6月28日）
- 未解決の女 警視庁文書捜査官 第2話（2018年4月26日、テレビ朝日） - 幸田雅也 役
- グッド・ドクター（2018年7月12日 - 9月13日、フジテレビ） - 間宮啓介 役
- 石川発地域ドラマ「いよっ!弁慶」（2018年10月31日、NHK金沢放送局制作・NHK BSプレミアム） - 市川勇一 役
- チャンネルはそのまま! 最終話（2019年3月22日、北海道テレビ・Netflix） - 北海道警察捜査員 役[75]
- 集団左遷!! 第4話（2019年5月12日、TBS） - 神崎昇 役[76]
- 監察医 朝顔（第1シリーズ）（2019年7月8日 - 9月23日、フジテレビ） - 山倉伸彦 役[77]
  - 監察医 朝顔 （特別編）（2019年9月30日）[78]
  - 監察医 朝顔 （第2シリーズ）（2020年11月2日 - 2021年3月22日）[79]
  - 監察医 朝顔2022スペシャル（2022年9月26日）[80]
  - 監察医 朝顔2025新春スペシャル（2025年1月3日）[81]
- おっさんずラブ-in the sky-（2019年11月2日 - 12月21日、テレビ朝日） - 四宮要 役[82]
- 赤ひげ2 第4話（2019年11月22日、NHK BSプレミアム） - 鎌田孫次郎 役
- 月曜プレミア8「越境捜査」（2020年4月20日、テレビ東京） - 宮野裕之 役[83]
- 半沢直樹（2020年版） 第2話 - 第4話（2020年7月26日 - 8月9日、TBS） - 郷田行成 役[84]
- 僕だけがいない街（2021年1月8日 - 3月26日、関西テレビ） - 八代学 役[85]
- 痛快TV スカッとジャパン「連ドラスカッと『ウソのような本当の話』」（2021年3月1日 - 8日、フジテレビ） - 主演・曽我部悠人 役[86][87]
- WOWOWオリジナルドラマ　世にも奇妙な君物語 第1話「シェアハウさない」（2021年3月5日 、WOWOW） - 良治 役[88][89]
- がんばれ!TEAM NACS（2021年3月7日 - 3月14日・2021年6月20日 - 8月15日、WOWOW） - 主演・戸次重幸 役（本人役） 他（TEAM NACSの他のメンバーと共に主演）[90][91]
- 珈琲いかがでしょう 第3話（2021年4月19日、テレビ東京） - 飯田正彦 役[92]
- ザ・ハイスクール ヒーローズ（2021年7月31日 - 9月18日、テレビ朝日） - 天利清春 / 黒十字魔人 役[注釈 8][93]
- 仮面ライダーリバイス（2021年9月5日 - 2022年8月28日、テレビ朝日） - 五十嵐元太 / 仮面ライダーデストリーム[94] 役[95][96][97][94]
- SUPER RICH（2021年10月14日 - 12月23日、フジテレビ） - 一ノ瀬亮 役[98]
- 99.9-刑事専門弁護士- 完全新作SP新たな出会い篇（2021年12月29日、TBS） - 岡部康行 役[99]
- ファイトソング（2022年1月11日 - 3月15日、TBS） - 迫智也 役[100]
- 鹿楓堂よついろ日和 第5話 - 第8話（2022年2月12日 - 3月6日、テレビ朝日） - 神子洸一郎 役[101]
- 魔法のリノベ 第8話（2022年9月5日、フジテレビ）- 弘前悟 役[102]
- スタンドUPスタート（2023年1月18日 - 3月29日、フジテレビ） - 高島瑞貴 役[103]
- 弁当屋さんのおもてなし（2023年2月25日 ‐ 3月18日、北海道テレビ）- 黒川晃 役[104]
  - 弁当屋さんのおもてなし シーズン2（2024年1月13日 - 2月3日）[105]
- Dr.チョコレート 第6話 - 第9話（2023年5月27日 - 6月17日、日本テレビ） - 町野信也 役[106]
- あれからどうした 第1話「虚実の社員食堂」（2023年12月26日、NHK総合） - 西秀樹 役[107]
- 正直不動産2 第1話（2024年1月9日、NHK総合） - 田口篤司 役
- 君とゆきて咲く〜新選組青春録〜（2024年4月25日 - 9月12日、テレビ朝日） - 深草七也 役[108]
- 燕は戻ってこない（2024年4月30日 - 、NHK総合・NHK BSプレミアム4K） - 日高 役[109]
- GO HOME〜警視庁身元不明人相談室〜（2024年7月13日 - 9月28日、日本テレビ） - 堀口尚文 役[110]
- 法廷のドラゴン 第3話（2025年1月31日、テレビ東京） - 幹本篤信 役[111]
- 放送局占拠（2025年7月12日 - 、日本テレビ） - 奄美大智 役[112][113]

### 配信ドラマ
- 空にいちばん近い幸せ（2010年12月3日 - 、LISMO） - 特別出演[114]
- ファイナルライフ -明日、君が消えても-（2017年9月8日 - 11月17日、Amazonプライム・ビデオ） - 浅田拓人 役[115]
- 僕だけがいない街（2017年12月15日 - 、Netflix） - 八代学 役[116]
- おっさんずラブ -in the sky- ゆく年くる年SP（2019年12月24日・25日、AbemaTV・ビデオパス） - 四宮要 役[117]
- 森本刑事のオジさん監察日記（2020年11月2日 - 、フジテレビオンデマンド） - 山倉伸彦 役[118]
- 仮面ライダーシリーズ
  - リバイスレガシー 仮面ライダーベイル（2022年3月27日 - 5月22日、東映特撮ファンクラブ） - 五十嵐元太 役[119][120]
  - 『劇場版 仮面ライダーリバイス』スピンオフ配信ドラマ『Birth of Chimera』（2022年7月22日、東映特撮ファンクラブ） - 五十嵐元太 役[121]
- 夢で見たあの子のために（2023年8月29日 - 、Lemino） - 結城勇士 役[122]

### 映画
- man-hole（2001年3月3日公開、監督：鈴井貴之、man-holeフィルム） - 出前持ち 役[123]
- パコダテ人（2002年4月27日公開（2月9日北海道先行上映）、監督：前田哲、アートポート/アースライズ） - 函館スクープ 社員 役[124]
- river（2003年11月29日公開、監督：鈴井貴之、CREATIVE OFFICE CUE） - 九重達也 役[125]
- 銀のエンゼル（2004年12月18日公開、監督：鈴井貴之、メディア・スーツ/プログレッシブピクチャーズ） - バナナの男 役
- エンマ enma（2007年2月24日公開、監督：長江俊和、日本出版販売） - 君島勉 役
- Little DJ〜小さな恋の物語（2007年12月15日公開、監督：永田琴、デスペラード） - 高崎太郎（若先生） 役 ※ここまで佐藤重幸名義。
- 同窓会 （2008年8月16日公開、監督：サタケミキオ、エスピーオー） - ゲスト出演
- TEAM NACS FILMS「N43°」（2009年2月21日公開、監督：TEAM NACS、CREATIVE OFFICE CUE/アミューズ）
  - 「頑張れ！鹿子ブルブルズ!」 - 佐藤重幸 役
  - 「部屋クリーン」 - 片付けさん 役（監督・脚本も担当）
- 銀色の雨（2009年11月28日公開、監督：鈴井貴之、エスピーオー/マジックアワー） - スナック「愛」客 役（特別出演）
- ハラがコレなんで（2011年11月5日公開、監督：石井裕也、ショウゲート）
- 桜蘭高校ホスト部（2012年3月17日公開、監督：韓哲、ソニー・ピクチャーズ エンタテインメント） - 藤岡涼二（蘭花） 役
- 人生、いろどり（2012年9月15日公開、監督：御法川修、ショウゲート） - 徳本輝之 役
- カラスの親指（2012年11月23日公開、監督：伊藤匡史、20世紀フォックス映画/ファントム・フィルム） - 豚々亭のマスター 役
- 相棒シリーズ X DAY（2013年3月23日公開、監督：橋本一、東映） - 中山雄吾 役
- らくごえいが「猿後家はつらいよ」（2013年4月6日公開、監督：坂下雄一郎、アールグレイフィルム） - 映画監督 役
- 猫侍（2014年3月1日公開、監督：山口義高、AMGエンタテインメント） - 米沢三郎太 役
- チーム・バチスタFINAL ケルベロスの肖像（2014年3月29日公開、監督：星野和成、東宝） - 長谷川崇 役
- 劇場版 エンドレスアフェア〜終わりなき情事〜（2014年10月11日公開、監督：松田礼人、アスミック・エース/LaLa TV） - 主演・立花康介 役
- ゴッドタン キス我慢選手権 THE MOVIE2 サイキック・ラブ（2014年10月17日公開、監督：佐久間宣行、東宝） - 関研究員 役
- エイプリルフールズ（2015年4月1日公開、監督：石川淳一、東宝） - ある夫（巻き込まれた夫） 役
- ホコリと幻想（2015年9月26日公開、監督：鈴木聖史、アイエス・フィールド） - 主演・松野 役[126]
- 永い言い訳（2016年10月14日公開、監督：西川美和、アスミック・エース） - 田原尚也 役[127]
- ぼくのおじさん（2016年11月3日公開、監督：山下敦弘、東映） - 青木伸介 役
- 疾風ロンド（2016年11月26日公開、監督：吉田照幸、東映） - 葛原克也 役
- 映画 妖怪ウォッチ 空飛ぶクジラとダブル世界の大冒険だニャン!（2016年12月17日公開、監督：ウシロシンジ・横井健司、東宝） - ケータの父 役
- 一週間フレンズ。（2017年2月18日公開、監督：村上正典、松竹） - 井上潤 役[128]
- ゆらり（2017年11月4日公開、監督：横尾初喜、ベストブレーン） - 高山直人 役[129]
- エキストランド（2017年11月11日公開、監督：坂下雄一郎、コトプロダクション） - 映画監督 役[130]
- 神と人との間（2018年1月27日公開、監督：内田英治、TBSサービス） - 主演・添田 役（渋川清彦とW主演）[131]
- 恋は雨上がりのように（2018年5月25日公開、監督：永井聡、東宝） - 九条ちひろ 役[132]
- 空母いぶき（2019年5月24日公開、監督：若松節朗、キノフィルムズ/木下グループ） - 淵上晋 役[133]
- 劇場版 がんばれ!TEAM NACS（2021年9月3日公開、監督：堀切園健太郎、WOWOW） - 主演・戸次重幸 役（本人役） 他（TEAM NACSの他のメンバーと共に主演）[134]
- 仮面ライダーシリーズ（東映）
  - 仮面ライダー ビヨンド・ジェネレーションズ（2021年12月17日公開、監督：柴﨑貴行） - 五十嵐元太 役[135]
  - 劇場版 仮面ライダーリバイス バトルファミリア（2022年7月22日公開、監督：坂本浩一） - 五十嵐元太 / 仮面ライダーデストリーム 役[136][137]
  - 仮面ライダーギーツ×リバイス MOVIEバトルロワイヤル（2022年12月23日公開、監督：柴﨑貴行） - 五十嵐元太 役[138]
- 岸辺露伴は動かない 懺悔室（2025年5月23日公開、アスミック・エース、監督：渡辺一貴） - ソトバ 役[139]

### 舞台
- 劇団イナダ組
  - 第9回公演「TAKEDA2」（1994年10月14日 - 16日、ルネッサンス・マリア・テアトロ）[140]
  - 第11回公演「サンチョパンサのバカ」（1996年5月16日 - 19日、ルネッサンス・マリア・テアトロ）[141]
  - 第12回公演「プラシーボ・デパート」（1996年10月9日 - 13日、ルネッサンス・マリア・テアトロ）[141]
  - 第13回公演「ノータリン・タンバリン」（1997年5月3日 - 10日、ルネッサンス・マリア・テアトロ）[142]
  - 第15回公演「マーブル’98」（1998年2月11日 - 14日、ルネッサンス・マリア・テアトロ）[143][144]
  - 第16回公演「改編サンチョパンサのバカ」（1998年7月24日 - 26日、道新ホール）[144]
  - 第17回公演「アイドルを探せ」（1998年11月25日 - 12月4日、ルネッサンス・マリア・テアトロ）[144]
  - 第18回公演「アルツハイパーJ」（1999年7月8日 - 30日、道新ホール）[145]
  - 第20回公演「絶叫2000～碧き狼」（2000年5月1日 - 6日、教育文化会館）[146]
  - 第21回公演「カラビナ」（2000年9月27日 - 10月4日、Zepp Sapporo）[146]
  - 第24回公演「このくらいのLANGIT」（2002年9月3日 - 10月27日、やまびこ座 / 函館市芸術ホール / 富良野演劇工場 / 道新ホール）[147]
- g-Viruss g-Live Act「スピリッツオブザモンキーズ～MAX125の悲劇～」（1999年11月26日 - 28日、ルネッサンス・マリア・テアトロ） - 客演[148]
- ダムダム団
  - 旗揚げ公演「ROBO〜ロボ〜」（2001年4月14日 - 15日、ちえりあホール）※脚本・演出も担当[63]
  - 第2回公演「チャンバラ」（2002年1月5日 - 7日）※脚本・演出も担当
- 水曜天幕團 旗揚げ公演2003「蟹頭十郎太」（2003年10月10日 - 19日、北海道テレビ放送新館駐車場内 特設テント会場） - 佐伯重定 / 蝦蟇丸 / 武者 役 [149]
- ロックメン 旗揚げ公演「アルプス」（2004年7月16日 - 19日、北方圏学術情報センター ポルト）※脚本・演出も担当
- びっくり箱 -姉妹編-（2006年4月1日 - 23日、紀伊國屋ホール 他） - 田島 役[150]
- 宝塚BOYS（2007年6月12日 - 7月19日、ル・テアトル銀座 他） - 長谷川好弥 役
- TEAM NACS SOLO PROJECT
  - 「GHOOOOOST!!」（2007年8月11日 - 30日、紀伊国屋サザンシアター / 道新ホール）※脚本・演出も担当 ※ここまで佐藤重幸名義。
  - 「ライトフライト〜帰りたい奴ら〜」（2009年10月16日 - 11月23日、サンシャイン劇場 / シアター・ドラマシティ / 道新ホール）※脚本・演出も担当
  - 戸次重幸一人芝居「ONE」（2014年1月23日 - 2月23日、紀伊國屋ホール / かでるホール / ABCホール 他）※脚本も担当
  - 戸次重幸「MONSTER MATES」（2019年2月8日 - 3月3日、EX THEATER ROPPONGI / 福岡国際会議場メインホール / 道新ホール / 森ノ宮ピロティホール） - 桐谷憲次 役 ※脚本・演出も担当[151]
- MIDSUMMER CAROL ガマ王子 vs ザリガニ魔人（2008年3月21日 - 4月6日、PARCO劇場 他） - 浩一 / 浩二 役
- 江戸の青空（2009年5月24日 - 6月29日）
  - 江戸の青空 弐（2011年11月12日 - 12月11日）
- totsugi式（2011年6月10日 - 30日、北海道鍼灸専門学校 かでるホール / ABCホール / イムズホール / テレピアホール / 渋谷区文化総合センター大和田 さくらホール）※作・演出も担当
- モンティ・パイソンのスパマロット（2012年1月9日 - 22日、赤坂ACTシアター / 森ノ宮ピロティホール） - ロビン卿 役
- こどもの一生（2012年11月4日 - 12月16日、PARCO劇場 / シアター・ドラマシティ / キャナルシティ劇場 / 岡山市民会館 / アステールプラザ 大ホール / 中日劇場 / 越前市文化センター）
- パルコ劇場40周年記念公演「趣味の部屋」（2013年3月22日 - 4月29日、PARCO劇場 / 福岡市民会館 大ホール / 森ノ宮ピロティホール / 日本特殊陶業市民会館 ビレッジホール / 須坂市文化会館メセナホール 大ホール / 札幌市民ホール） - 土井祥太郎 役[152]
  - 「趣味の部屋」再演（2015年3月7日 - 4月30日、PARCO劇場 / 松山市民会館 / サンポートホール高松 大ホール / 新潟市民芸術文化会館劇場 / 金沢市民文化ホール / 福岡市民会館 / 森ノ宮ピロティホール / 札幌市民ホール / 函館市民会館 大ホール / 電力ホール / アステールプラザ 大ホール） - 土井祥太郎 役
- PARCO THEATER 40TH ANNIVERSARY SPECIAL「ラブ・レターズ LOVE LETTERS」（2013年6月14日、PARCO劇場） - アンディ 役
- スタンド・バイ・ユー 家庭内再婚（2015年1月12日 - 2月11日、シアタークリエ / サンケイホールブリーゼ / 北國新聞赤羽ホール（石川） / 静岡市清水文化会館 / 愛知県芸術劇場 / 大野城まどかぴあ（福岡））
- オーランドー（2017年9月23日 - 10月29日、KAAT神奈川芸術劇場 / まつもと市民芸術館 主ホール / 兵庫県立芸術文化センター 阪急 中ホール / 新国立劇場 中劇場） - ロンドンの貴婦人 役[153]
- 奇人たちの晩餐会（2022年6月7日 - 7月10日、世田谷パブリックシアター 他、フランシス・ヴェベール作、山田和也演出） - ピエール・ブロシャン 役[154]
- A・NUMBER（2022年10月7日 - 10月29日、紀伊國屋サザンシアター TAKASHIMAYA 他） - 主演・バーナード 役[155]
- 日本テレビ開局70年記念舞台「西遊記」（2023年11月3日 - 2024年1月28日、オリックス劇場 他） - 猪八戒 役[156][157]
- こまつ座 第153回公演「フロイス -その死、書き残さず-」（2025年3月 - 4月、紀伊國屋サザンシアター TAKASHIMAYA 他）[158]

### テレビ番組

#### バラエティ番組

##### 現在のレギュラー番組
- ハナタレナックス（2003年1月31日 - 、北海道テレビ）
- おにぎりあたためますか（2003年3月26日 - 、北海道テレビ）

##### 過去のレギュラー番組
- 天然者（1999年4月19日 - 2002年3月25日、北海道放送）
  - 天然者R（2002年4月1日 - 9月30日、北海道放送）
- 水曜どうでしょう（1996年10月9日 - 2002年9月4日、北海道テレビ） - 対決列島後半戦の前枠及び後枠のみ出演。
  - どうでしょうリターンズ（1999年1月5日 - 2004年5月5日、北海道テレビ） - 上記の再放送。
  - 水曜どうでしょうClassic（2004年7月14日 - 放送中、北海道テレビ） - 上記の再放送。
- ドラバラ鈴井の巣（2002年2月1日 - 2004年12月23日、北海道テレビ）
- FOMA Presents 9!（2004年 - 2005年、北海道テレビ）[159]
- 鈴井貴之のロケハン。（2006年10月 - 2007年11月、チャンネルNECO）
- 直CUE!勝負（2009年3月・4月放送分 - 不定期、チャンネルNECO）
- シャキーン! ショートドラマ「かぶせてきましたね」（2018年4月 - 2019年3月、NHK Eテレ）
- 今夜はナゾトレ（2023年1月31日 - 2023年3月14日、フジテレビ） - シーズンレギュラー[160][161]

#### 情報番組
- どさんこワイド（1997年 - 2005年3月、札幌テレビ） - リポーター（VTRコーナー「シゲのおじゃ街」などを担当）
- めざましテレビ（2018年7月4日 - 25日、フジテレビ） - 2018年7月度マンスリーエンタメプレゼンター[162]

#### 特別番組
- あなたに人生変えられました!（2021年5月21日・10月11日、関西テレビ） - MC（第1回はナレーションと兼務）[163]

### ラジオ番組
- GO・I・S（? - 2003年2月27日、AIR-G'） - PALS DJを担当[164][165]
- SATURDAY MIDNIGHT FEVER（2002年、AIR-G'）
- NACS GOTTA ME!（2001年1月8日 - 2005年9月24日、AIR-G'）
- R（2003年3月 - 2004年9月、AIR-G）
- Side7（2004年 - 2006年、AIR-G）

### ネット配信
- ワイルドトリッパー!!（2025年4月10日 - 、Prime Video） [166]

### 声の出演

#### アニメーション映画
- 千と千尋の神隠し（2001年7月20日公開、監督：宮崎駿、スタジオジブリ） - 頭 役
- ハウルの動く城（2004年11月20日公開、監督：宮崎駿、スタジオジブリ） - 橋の上の男 役
- 思い出のマーニー（2014年7月19日公開、監督：米林宏昌、スタジオジブリ） - マーニーの父〈紳士〉 役 ほか（北海道特別出演）[167]

#### テレビアニメ
- チビナックス（2006年4月13日 - 9月28日、制作：CREATIVE OFFICE CUE・電通北海道、放送：札幌テレビ） - シゲ 役
  - チビナックス 2.0（2007年4月14日 - 10月13日、制作・放送：上に同じ） - シゲ 役
  - チビナックス シーズン3（2008年6月3日 - 11月18日、制作・放送：上に同じ） - シゲ 役

#### 吹き替え
- バーン・ノーティス 元スパイの逆襲（2010年2月18日 - 5月13日、読売テレビ） - ニック 役

#### 人形劇
- 西遊記外伝 モンキーパーマ（2013年10月 - 12月、制作：tvk・テレ玉・チバテレ・群テレ・とちテレ・MTV・KBS京都・サンテレビ・OHK・ひかりTV（モンキーパーマ制作委員会）） -  沙悟浄 役
  - 西遊記外伝 モンキーパーマII（2014年4月 - 6月、制作：モンキーパーマ制作委員会） -  沙悟浄 役
  - 西遊記外伝 モンキーパーマIII（2015年7月 - 9月、制作：モンキーパーマ制作委員会） -  沙悟浄 役

#### 玩具
- 仮面ライダーリバイス 変身ベルト DXベイルドライバー&デストリームドライバーユニット（2023年1月、プレミアムバンダイ） - 五十嵐元太 役

#### ゲーム
- 仮面ライダーバトル ガンバレジェンズ（2024年11月21日、アーケード） - 仮面ライダーデストリーム 役[168]

#### ナレーション
- 福山☆夏の大創業祭 稲佐山（2010年、福山雅治の映像作品）[169]
- SONGS（2017年7月20日 - 放送中、NHK総合） - レギュラーナレーションを担当（一部の回を除く）。顔出しで出演することもある。同じくTEAM NACSの大泉も番組責任者として出演中[170]。
- ほっとネットとうほく 絆の一献～恩返しの酒「Unite311」（2021年3月27日、東日本放送）[171]

### CM
- 北の誉酒造（オエノングループ）[172]
- 第一三共ヘルスケア「リゲイン」（1998年） - 佐藤浩市と共演[172][173]
- NTT「ISDN」 - ナレーション[172]
- NEO SHOP - ナレーション[172]
- 湯元ニセコプリンスホテルひらふ亭（北海道限定） - ナレーション[172]
- カルビー「カップえび辛 辛口えび そして編」[172]
- 4丁目プラザ THANK YOU バーゲン「刺しゅう開催中」（1999年、北海道限定） - ナレーション[174]
- PRIVY 「2000フラッシュバザール 虫 開催中」（2000年、北海道限定） - ナレーション[175]
- NTTドコモ北海道（現・NTTドコモ北海道支社）「さっぽろ地下街でEdyスタート」（北海道限定） - 音尾琢真と出演
- コスモ建設（2004年、北海道限定）
- バンダイナムコオンライン「ガンダムジオラマフロント」（2015年）[176]
- サントリー「鏡月ウーロン」（2018年）[177]
- パナソニック「パナソニックリフォーム/住空間」（2018年）[178]
- ウォーターサーバー・フレシャス「FRECIOUS・Slat+cafe ｘ MonoMaster」（2021年）[179]
- グリコ「タンサ脂肪酸プロジェクト」『いいものはじめタンサ』篇（2024年）[180]
- サントリー「ザ・プレミアム・モルツ」『いい日、プレモル。氷の冷蔵庫』篇（2024年）-大泉洋と出演[181]
- Wolt Japan『北海道で一番よく見る顔』篇『あのお店もこのお店も』篇（2024年､北海道限定）[182][183]

### モデル
- ミラ・ショーン 2020-21年 秋冬ヴィジュアルモデル（2020年 - 2021年）[184]

### MV
- One Hokkaido Project「私たちの道」（2019年）[185]
- 坂本冬美「ブッダのように私は死んだ」（2020年） - 悪い男 役[186]

## 監督・脚本・演出

### テレビドラマ
- ザ・クイズショウ Episode4＜第5・6話＞（2008年7月5日 - 9月27日、日本テレビ） - 脚本（兼出演）

### 映画
- TEAM NACS FILMS「N43°」「部屋クリーン」（2009年2月21日公開、監督：TEAM NACS、CREATIVE OFFICE CUE・アミューズ） - 監督・脚本（兼出演）

### 舞台
- ダムダム団旗揚げ公演「ROBO〜ロボ〜」（2001年4月14日 - 4月15日） - 脚本・演出（兼出演）
- ダムダム団第2回公演「チャンバラ」（2002年1月5日 - 1月7日） - 脚本・演出（兼出演）
- ロックメン旗揚げ公演「アルプス」（2004年7月16日 - 7月19日） - 脚本・演出（兼出演）
- TEAM NACS SOLO PROJECT「GHOOOOOST!!」（2007年8月11日 - 8月30日） - 脚本（兼出演）（演出：福島三郎）
- TEAM NACS SOLO PROJECT「ライトフライト〜帰りたい奴ら〜」（2009年10月16日 - 11月23日） - 脚本（兼出演）（演出：福島三郎）
- 「totsugi式」（2011年6月10日 - 6月30日、北海道鍼灸専門学校 かでるホール・ABCホール・イムズホール・テレピアホール・渋谷区文化総合センター大和田 さくらホール） - 作・演出（兼出演）
- TEAM NACS SOLO PROJECT 戸次重幸一人芝居「ONE」（2014年1月23日 - 2月23日） - 作（兼出演）（演出：福島カツシゲ）
- TEAM NACS SOLO PROJECT 戸次重幸「MONSTER MATES」（2019年2月8日 - 3月3日） - 作・演出（兼出演）
- TEAM NACS Solo Project 5D2 -FIVE DIMENSIONS II-「幾つの大罪〜How many sins are there？〜」（2023年4月15日 - 5月7日） - 作・演出（兼出演）

## CD
- 起きないあいつ - FAN TAN feat. The Uncoloured名義[注釈 9]（作詞も担当。2004年6月23日リリース、ザ・ミュージックカウンシル、オリコン初登場7位）
- 私たちの道  - One Hokkaido Project名義（2019年3月6日リリース、WESS RECORDS、他のTEAM NACSのメンバーおよび鈴井貴之と共に参加）

### 音楽配信
- Joe - 『CUE DREAM JAM-BOREE 2012』エンディングテーマ曲
- Last winter song - 『ThankCUE FAN MEETING 2016』エンディングテーマ曲
- 私たちの道 - One Hokkaido Project（2019年2月20日配信、WESS RECORDS、他のTEAM NACSのメンバー及び鈴井貴之と共に参加）

## 作詞・作曲
| 作品タイトル     | JASRAC作品コード | 作詞                 | 作曲                 | 備考                                                                |
| ---------------- | ---------------- | -------------------- | -------------------- | ------------------------------------------------------------------- |
| ハハオヤ         | なし             | 佐藤重幸・江田由紀浩 | 佐藤重幸・江田由紀浩 | 天然者での「えだまめ」の楽曲                                        |
| 起きないあいつ   | 116-9862-4       | 佐藤重幸・大泉洋     | The Uncoloured       | おにぎりあたためますかのエンディングテーマ （2004年6月 -2005年3月） |
| DAYDREAMER       | 133-4514-1       | 佐藤重幸             | 佐藤重幸             |                                                                     |
| JOE              | 705-6928-2       | 戸次重幸             | 戸次重幸             |                                                                     |
| Clear the road   | 169-7521-9       | 戸次重幸             | 戸次重幸             |                                                                     |
| あのクリスマス   | 176-5218-9       | 戸次重幸             | 戸次重幸             | 「Merry CUEristmas」収録。                                          |
| KILL ME          | 151-1547-0       | 戸次重幸             | 戸次重幸             |                                                                     |
| 出ていったあいつ | 202-3279-9       | 戸次重幸             | 戸次重幸             |                                                                     |
| Last Winter Song | 716-4284-6       | 戸次重幸             | 戸次重幸             |                                                                     |
| WEST CHUCK STORY | 221-4773-0       | 戸次重幸             | 戸次重幸             |                                                                     |
| GET AWAY         | 239-3755-6       | 戸次重幸             | 戸次重幸             |                                                                     |

## 書籍
- ONE（2014年1月31日発売、メディアファクトリー、ISBN 978-4-04-066226-8） - 2014年の同名の一人芝居公演と連動した小説を収録。

### 連載
- SCRIPT「My Life」（2010年 - 2014年、DAISUKE SASAKI LIFE DESIGN OFFICE）
- Waggle「シゲ&たむ。のシングルへの旅」（2013年、実業之日本社）
- ダ・ヴィンチ電子ナビ「戸次重幸一人舞台とそれに紐付く短編小説」（2013年、KADOKAWA）
- 週刊ザテレビジョン「戸次重幸のほろ酔い戸次話」（2016年、KADOKAWA）